# Honoré Barthélémy
Honoré Barthélémy (París, 25 de setembre de 1891 - París, 12 de maig de 1964) és un ciclista francès que fou professional entre 1911 i 1927. El seu major èxit l'assolí el 1919, quan guanyà quatre etapes del Tour de França i quedà en cinquena posició de la classificació general.

## Palmarès
- 1911
  - 1r de la París-Dieppe
- 1912
  -  Campió de França dels independents
  - 1r de la Reims-Dinant
- 1919
  - Vencedor de quatre etapes al Tour de França
- 1921
  - 1r de la París-Saint Étienne i vencedor d'una etapa
  - 1r a Anvers
  - Vencedor d'una etapa al Tour de França
- 1924
  - Vencedor de dues etapes del Tour del Sud-est
- 1925
  - 1r del Bol d'Or
- 1927
  - 1r del Bol d'Or

### Resultats al Tour de França
- 1919. 5è a la classificació general i vencedor de quatre etapes
- 1920. 8è a la classificació general
- 1921. 3r a la classificació general i vencedor d'una etapa
- 1922. Abandona (11a etapa)
- 1923. Abandona (3a etapa)
- 1924. Abandona (6a etapa)
- 1925. Abandona (7a etapa)
- 1927. Abandona (9a etapa)